# Campionat del món de ciclisme en pista de 1974
El Campionat Mundial de Ciclisme en Pista de 1974 es va celebrar a Mont-real (Canadà) del 14 al 20 d'agost de 1974.
Les competicions es van celebrar al Velòdrom de Mont-real. En total es va competir en 11 disciplines, 9 de masculines i 2 de femenines.

## Resultats

### Masculí

#### Professional
| Prova                 | Or                             | Argent                             | Bronze                        |
| Velocitat individual  | Peder Pedersen · Dinamarca     | John-Michael Nicholson · Austràlia | Robert Van Lancker · Bèlgica  |
| Persecució individual | Roy Schuiten · Països Baixos · | Ferdinand Bracke · Bèlgica ·       | René Pijnen · Països Baixos · |
| Darrere moto          | Cees Stam · Països Baixos      | Theo Verschueren · Bèlgica         | Attilio Benfatto · Itàlia     |

#### Amateur
| Prova                     | Or                                                                   | Argent                                                                       | Bronze                                                                     |
| Velocitat individual      | Anton Tkáč · Txecoslovàquia                                          | Serhí Kravtsov · Unió Soviètica                                              | Giorgio Rossi · Itàlia                                                     |
| Persecució individual     | Hans Lutz · RFA                                                      | Orfeo Pizzoferrato · Itàlia                                                  | Thomas Huschke · RDA                                                       |
| Persecució per equips     | RFA · Günter Schumacher · Peter Vonhof · Hans Lutz · Dietrich Thurau | RDA · Heinz Richter · Thomas Huschke · Uwe Unterwalder · Klaus-Jürgen Grünke | Txecoslovàquia · Pavel Doležel · Petr Kocek · Michal Klasa · Zdeněk Dohnal |
| Quilòmetre contrarellotge | Eduard Rapp · Unió Soviètica ·                                       | Ferruccio Ferro · Itàlia ·                                                   | Janusz Kierzkowski · Polònia ·                                             |
| Tàndem                    | Txecoslovàquia · Vladimír Vačkář · Miloslav Vymazal                  | Unió Soviètica · Viktor Kopylov · Vladimir Semenets                          | Polònia · Benedykt Kocot · Andrzej Bek                                     |
| Darrere moto              | Jean Breuer · RFA                                                    | Martin Venix · Països Baixos                                                 | Miquel Espinós · Espanya                                                   |

### Femení
| Prova                 | Or                                 | Argent                              | Bronze                          |
| Velocitat individual  | Tamara Piltsikova · Unió Soviètica | Sue Novara · Estats Units           | Galina Tsareva · Unió Soviètica |
| Persecució individual | Tamara Garkuchina · Unió Soviètica | Valentina Smirnova · Unió Soviètica | Keetie Hage · Països Baixos     |

## Medaller
| Pos. | País           | Or | Plata | Bronze | Total |
| 1    | Unió Soviètica | 3  | 3     | 1      | 7     |
| 2    | RFA            | 3  | 0     | 0      | 3     |
| 3    | Països Baixos  | 2  | 1     | 2      | 5     |
| 4    | Txecoslovàquia | 2  | 0     | 1      | 3     |
| 5    | Dinamarca      | 1  | 0     | 0      | 1     |
| 6    | Itàlia         | 0  | 2     | 2      | 4     |
| 7    | Bèlgica        | 0  | 2     | 1      | 3     |
| 8    | RDA            | 0  | 1     | 1      | 2     |
| 9    | Estats Units   | 0  | 1     | 0      | 1     |
| -    | Austràlia      | 0  | 1     | 0      | 1     |
| 11   | Polònia        | 0  | 0     | 2      | 2     |
| 12   | Espanya        | 0  | 0     | 1      | 1     |
|      |                | 11 | 11    | 11     | 33    |